# معركة هاب
معركة هاب دارت في 14 أغسطس 1119، بين الجيش الصليبي بقيادة الملك بلدوين الثاني الذي حقق انتصار على جيش المسلمين بقيادة الغازي من مردين،  أدت المعركة إلى استقرار إمارة أنطاكية التي عانت من هزيمة كارثية من قبل، خطط بلدوين الثاني لاستعادة جميع القلاع التي غزاها الغازي ومنعه من التوجه إلى أنطاكية.